# Krajowe Stowarzyszenie Grekokatolików Węgierskich
Krajowe Stowarzyszenie Grekokatolików Węgierskich (węg. Magyar Görög Katolikusok Országos Szövetsége, skr. MAGOSZ) – węgierska organizacja religijna grekokatolików.
Stowarzyszenie zostało założone w październiku 1921. W czasach powstania miało na celu integrację węgierskich unitów (kościół katolicki obrządku bizantyjsko-węgierskiego) oraz obronę ich interesów w obrębie silnej na Węgrzech społeczności katolickiej. Patronował mu biskup István Miklósy, zaś świeckim prezesem był József Illés.